# Pirin (planina)
Pirin je planinski lanac u jugozapadnoj Bugarskoj, s najvišim vrhom Vihren visokim 2914 metara. Planinski lanac se prostire oko 40 km u smjeru od sjeverozapada do jugoistoka, i širok je oko 25 km. Veći dio planinskoj lanca zastićen je u okvirima Pirinskog nacionalnog parka. Pirin je poznat po svojoj bogatoj flori i fauni. Veliki dio oblasti je pokriven šumom, s najboljim crnogoričnim stablima u Bugarskoj, koja čine važan dio balkanskih endemskih vrsta poput molike, borovke i bugarske jele. Zastupljene životinjske vrste u parku su vuk i smeđi medvjed.
Grad Bansko važno je turističko i zimsko odmaralište, smješten na sjeveroistočnim padinama Pirina. Grad Razlog leži u dolini između Pirina na jugu i planine Rila na sjeveru.
Planinski vrhovi Pirina su Vihren i Kamenica.

## Vanjske poveznice
|  | Zajednički poslužitelj ima još gradiva o temi Pirin (planina) |